# اوله ورم
اوله ورم (انگلیسی: Ole Worm؛ ۱۳ مه ۱۵۸۸ – ۳۱ اوت ۱۶۵۴) پزشک و عتیقه‌شناس اهل دانمارک بود. در پزشکی او را از بنیان‌گذاران رویان‌شناسی می‌دانند. او رساله‌هایی نیز در مورد خط رونی و سنگ رونی نوشت.
او پزشک شخصی کریستیان چهارم دانمارک بود و در زمان همه‌گیری طاعون خیارکی در کپنهاگ ماند.